# 黃錦雲 (歌手)

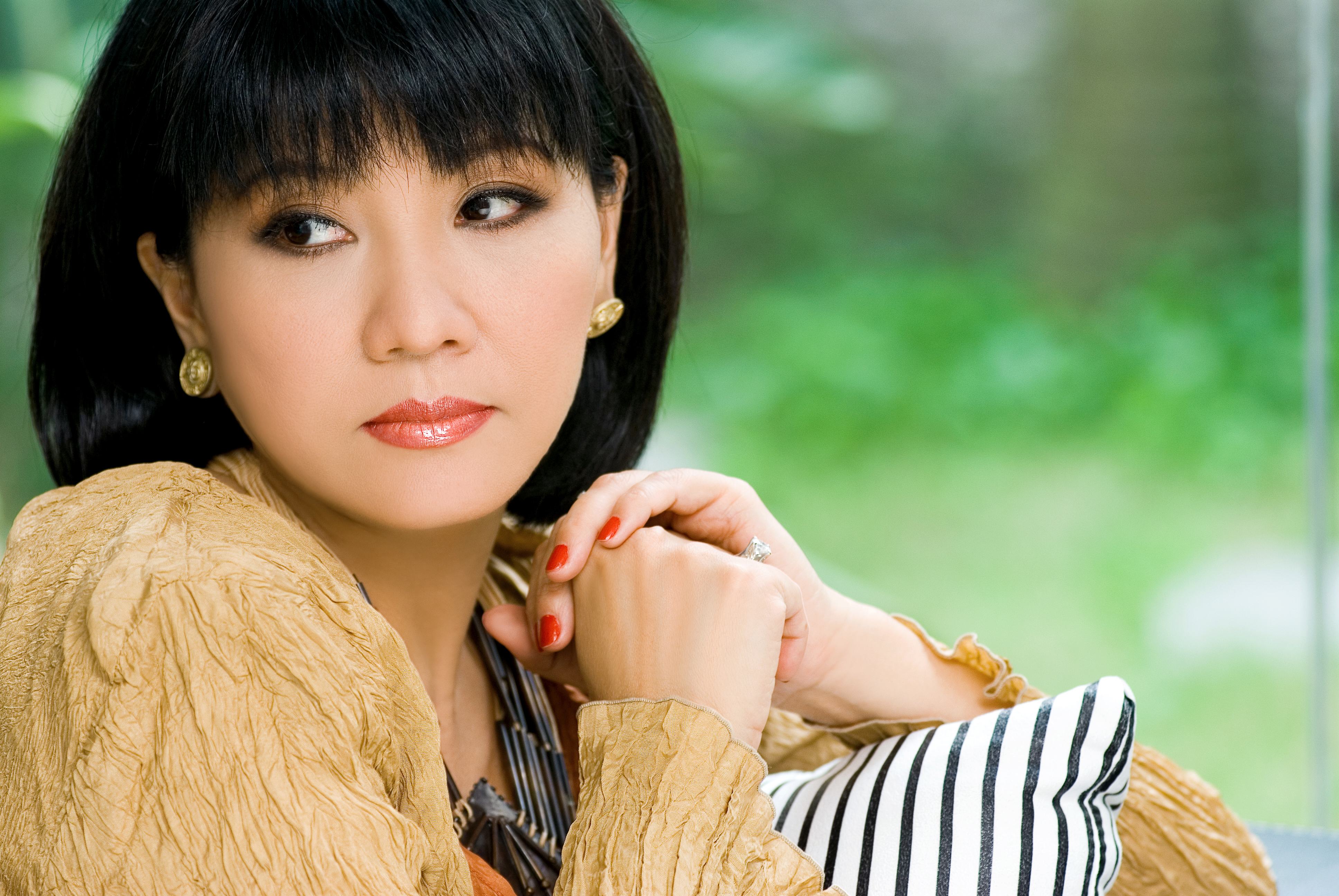
黃錦雲

黃錦雲（1959年5月31日—），出生在西贡市第一郡。是一位拥有扎实唱功的越南歌手，长处是抒情，传统歌曲和音乐家郑公山的作品。錦雲被认为是1975年后年轻一代歌手的先驱。

## 婚姻生活
她嫁给鼓手和主唱克兆（越南语：Khắc Triệu）。现在黃錦雲同家人生活在胡志明市。

## 作品
提到錦雲，听众会记起由她演唱的歌曲：《Bài ca không quên 》，《Hà Nội mùa vắng cơn mưa 》，《 Sóng về đâu 》